# إضمين
إضمين هي جماعة قروية في عمالة أكادير إداوتنان، بجهة سوس ماسة، في المغرب. وهي تضم 3179 نسمة، حسب الإحصاء العام للسكان والسكنى لسنة 2014.

## دواوير الجماعة
- دوار
- دوار
- دوار
- دوار
- دوار
- دوار
- دوار

## التعليم
قائمة المؤسسات التعليمية في إضمين:
- مجموعة مدارس سيدي إبراهيم أوعلي (المركزية: أسيتف إييك / الوحدات: )
- مجموعة مدارس عبد الله بن ياسين (المركزية: أسكا / الوحدات: تيغانيمين - تزنتوت)

## السياحة

### مغارة وينتمدوين
تقع هذه المغارة في جماعة إضمين، وتبعد عن أكادير بحوالي 60 كلم، وتعني وينتمدوين كهف البحيرات، وهي أطول مغارة في شمال افريقيا، وبها أربع بحيرات، وتستقطب كبار المستغورين المغاربة والأجانب. يبلغ طول مغارة وينتمدوين حوالي 7300 متر، فيما فروعها تصل إلى مسافة 19 كلم. وفي سنة 2008، تم تنظيم مهمة إستكشاف كبيرة في مغارة وينتمدوين، شارك فيها العديد من العلماء المغاربة والأجانب في عدة تخصصات، علماء الأحياء وعلماء المياه وعلماء الكهوف والمتسلقون. تم خلال هذه المهمة إنجاز خريطة طبوغرافية للمغارة، وإستكشاف الخفافيش والحشرات والخنافيس والعناكب التي تعيش بها.
بمدخل المغارة تم بناء صهريج مائي يلجأ إليه السكان المحليون للتزود بالماء سواء للشرب أو لري الأراضي الفلاحية، وكذالك للسباحة خلال حرارة الصيف. كما يعرف المكان توافد الأسر للإستمتاع بجمالية المنطقة والطبيعة المحيطة بها، ويستقطب مدخل المغارة أيضاً عشاق التخييم.